# Metroxylon
Metroxylon Rottb. è un genere di piante della famiglia delle Arecacee (palme). È l'unico genere della sottotribù Metroxylinae. Comprende sette specie originarie della Samoa Occidentale, Nuova Guinea, Isole Salomone, Molucche, Caroline e isole Figi.

## Etimologia
Il nome è formato dalla combinazione di due termini greci, metra - comunemente tradotto come "cuore" in questo contesto e xylon - "legno", in allusione alla gran parte di fibra contenuta nella pianta.

## Descrizione
I tronchi delle specie Metroxylon sono solitari o raggruppati, di dimensioni da ampie a massicce e generalmente germogliano radici all'aperto in anelli. Tutte tranne una sono monocarpiche (hapaxantiche), il fogliame è pinnato con grossi piccioli e guaine.
I piccioli sono distinti da "gruppi di piccole spine nere assomiglianti alle registrazioni di un sismografo quando registra un debole tremito. Tutte le specie hanno spine sul rachide e piccioli. Le specie monocarpiche presentano un'inflorescenza a forma di albero di Natale oppure, rami che arrivano in alto diffondendosi orizzontalmente. I frutti, coperti da spesse squame, sono relativamente grossi per le palme e contengono un seme.

## Tassonomia
Il genere comprende le seguenti specie:
- Metroxylon amicarum (H.Wendl.) Hook.f., presente a Pohnpei, Chuuk
- Metroxylon paulcoxii McClatchey, Samoa
- Metroxylon sagu Rottb. , Nuova Guinea, Isole Molucche
- Metroxylon salomonense (Warb.) Becc., Nuova Guinea, Maluku, Isole Salomone, Isole Santa Cruz, Arcipelago di Bismarck, Vanuatu
- Metroxylon upoluense Becc., Samoa
- Metroxylon vitiense (H.Wendl.) Hook.f., Wallis e Futuna, Figi
- Metroxylon warburgii (Heimerl) Becc., Isole  Santa Cruz, Samoa, Vanuatu

### Alcune specie

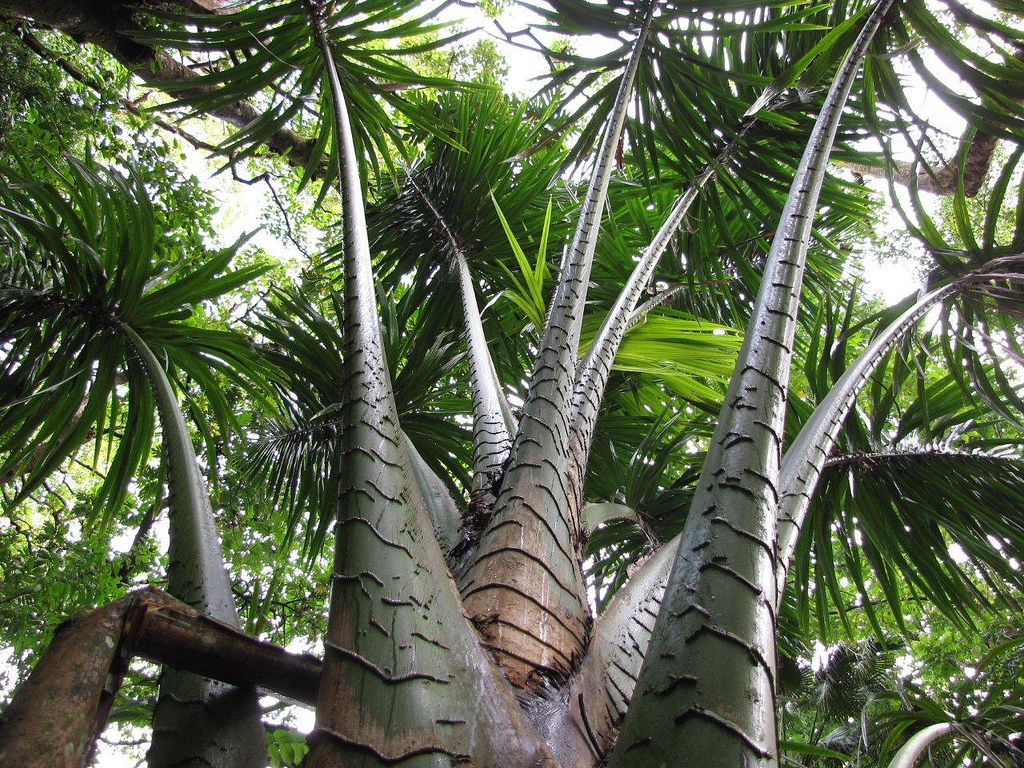
Metroxylon amicarum
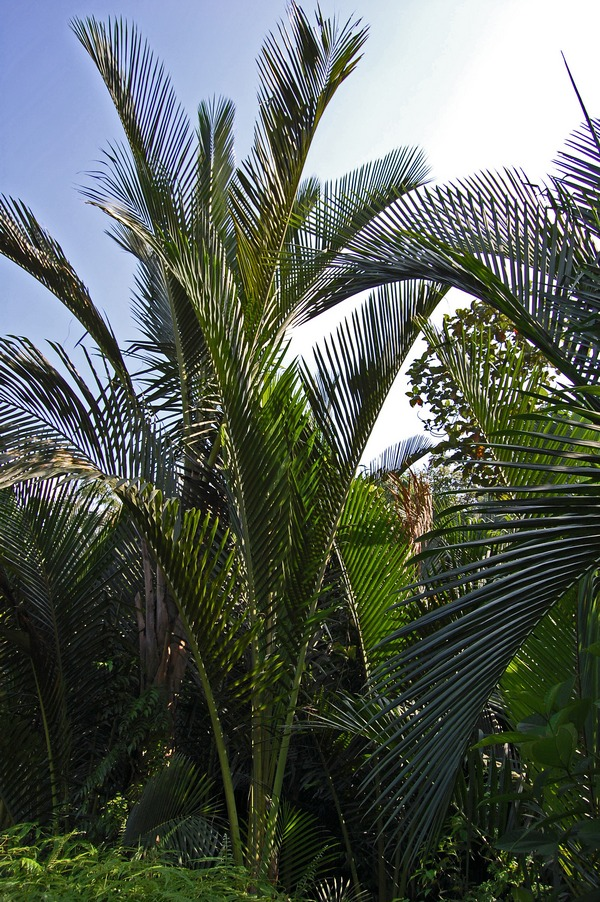
Metroxylon sagu
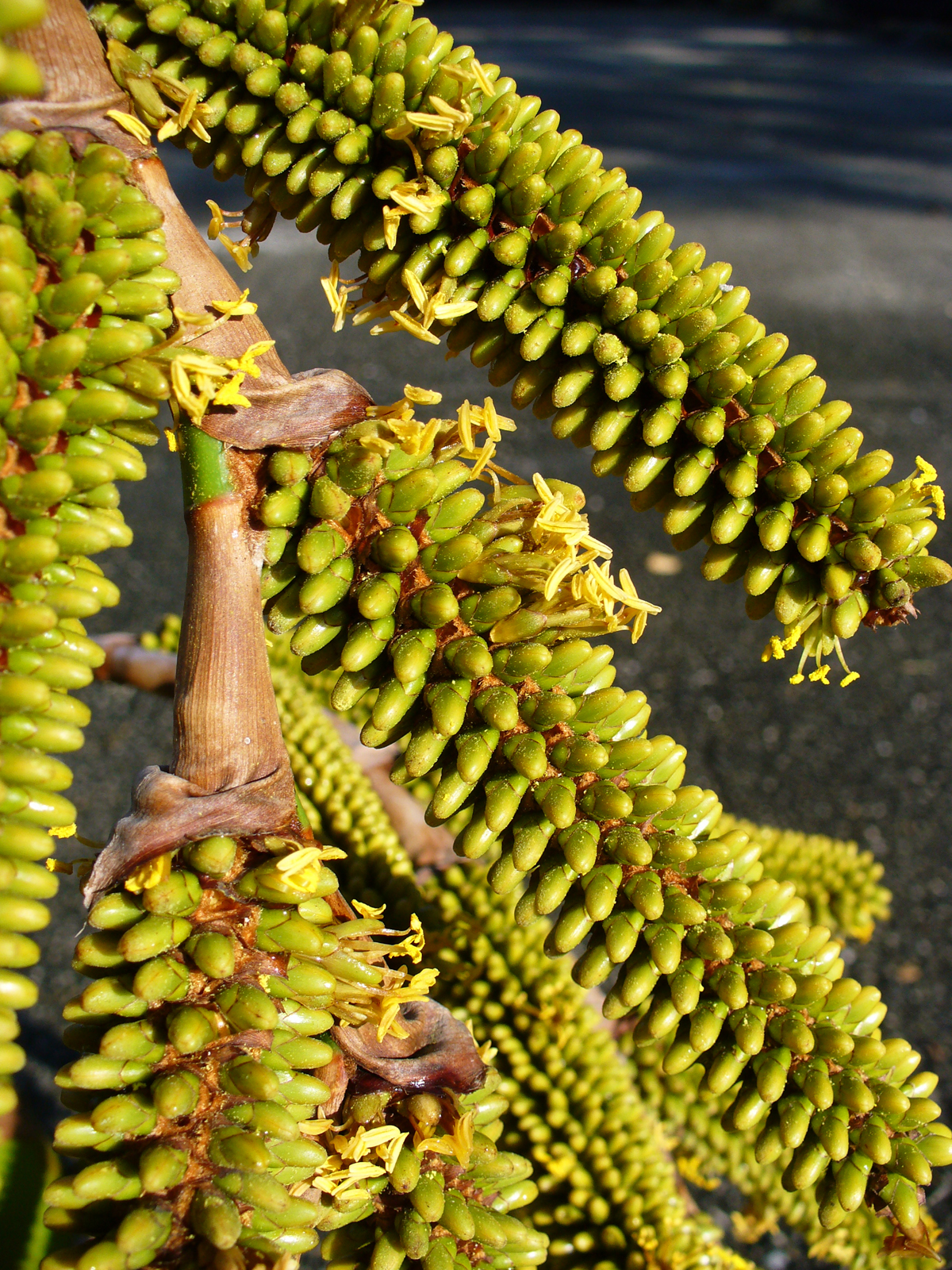
Metroxylon vitiense
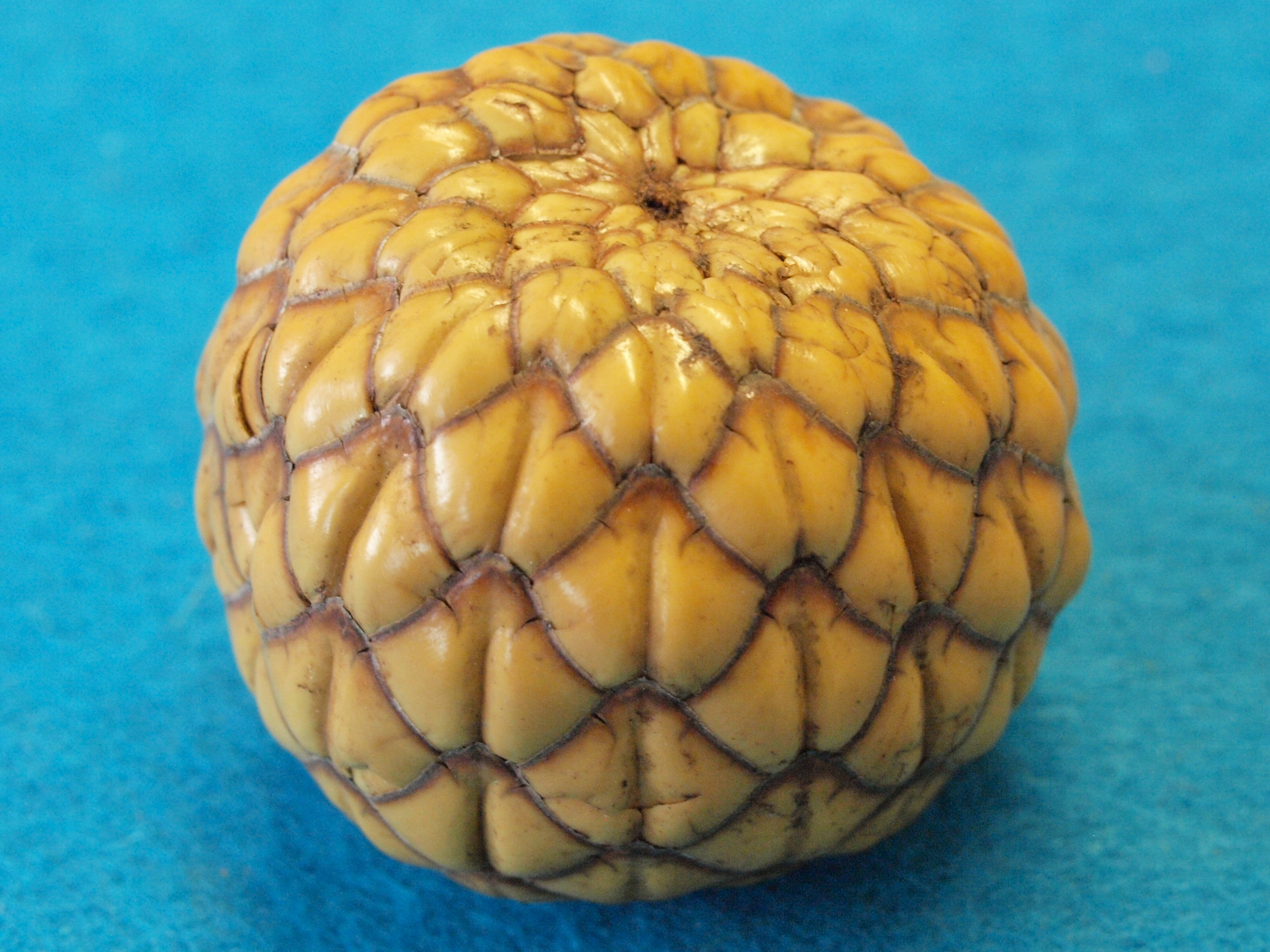
Metroxylon warburgii